# فوسانة
فوسانة إحدى مدن الجمهورية التونسية، وهي مركز معتمدية فوسانة التابعة لولاية القصرين. تقع 30 كلم شمال مدينة القصرين, وتضم 41240 نسمة حسب إحصائيات سنة 2004.

## التاريخ
نظرا لشح المعلومات الأثرية والمكتوبة لا يمكن القول بأن مدينة فوسانة مدينة رومانية بيزنطية أو حتى فينيقية وذلك لانعدام الاثار الدالة على وجود عيش قبلي منذ العصور القديمة، وفي تاريخها الحديث شهدت سهول فوسانة المعارك القبل الأخيرة للحرب العالمية الثانية والتي كانت فيصلا في انتصار الحلفاء على ألمانيا النازية

## الجغرافيا
مساحة فوسانة 942.4 كيلومتر مربع.
تتميز منطقة فوسانة بوفرة سهولها الخصبة وجبالها الغنية بالغابات.
و مناخ المدينة شبه قار حار في الصيف 41 درجة كما أنه بارد في الشتاء مع تساقط الثلوج وظهور الجليدة من شهر نوفمبر إلى شهر ماي ذو طابع بيو مناخي شبه جاف، معدل كميات الأمطار تتراوح بين 250 و300 مم في السنة

## الرياضة
ينشط بالمدينة فريق النادي الرياضي بفوسانة الذي تأسس سنة 1942 بنفس المدينة

## الأعلام
- محمد الأمين الشخاري
- الشاب صاليح
- كمال الحمزاوي

## مواضيع ذات علاقة
- ولاية القصرين.